# Kan ttorodzsinun tonggo
A Kan ttorodzsinun tonggo (hangul: 간 떨어지는 동거, RR: Gan Tteoreojineun Donggeo), angol címén My Roommate is a Gumiho egy 2021-es dél-koreai televíziós drámasorozat Csang Gijong és I Hjeri főszereplésével. A sorozat a Sin Ujo nevű, 999 éves kilencfarkú róka és az I Dam nevű egyetemi hallgató közötti romantikáról mesél, aki véletlenül lenyeli Sin Ujo gyöngyét. A premiert az iQiyi streaming platformon mutatták be világszerte és a TVN kábelcsatornán mutatták be 2021. május 26-án, és szerdán és csütörtökön 22.40-kor (KST) vetítették, 16 epizóddal július 15-ig.
A sorozat 2021. július 15-én ért véget, utolsó epizódjával országosan átlagosan 4%-os nézettségi felvételt rögzítettek. A futásidő során átlagosan 948 ezer nézőt ért el epizódonként.

## Cselekmény
A történet egy azonos című webtoon adaptációja.
A történet egy Sin Ujo-ról, egy férfi kumihoról szól, aki 999 éven keresztül gyűjtötte kedveseitől az energiát, hogy a vörös gyöngyéből kék legyen és emberré tudjon válni. Egy különös este során összefut I Dam-mal, aki a véletlen folyamán lenyeli a gyöngyét, és ez arra készteti I Dam-ot hogy Sin Ujo-val összeköltözzön, aki megpróbálja visszaszerezni a gyöngyét.

## Szereplők

### Főszereplők
- Csang Gijong mint Sin Ujo[4]
- I Hjeri mint I Dam[5]
- Pe Inhjok mint Kje Szunwo
- Kang Hanna mint Csang Hjeszun[6]
- Kim Do-van, mint Do Dzsedzsin

### Mellékszereplők
- Pak Kjunghje mint Cshö Szukjung
- Cshö Uszung mint I Dan
- Kim Dojon mint Kje Szunu[7]
- Kim Kangmin mint Csung Szok[8]
- Pang Endzsung mint Cson Dajoung[9]

### További szereplők
- Csung Szomin mint Szo Hva[10]
- Kim Engszu mint Sin Ujo átváltozása (1. epizód)[11]
- Han Csieun mint egy kiadó cég vezetője (1., 5-6. epizód)[12]
- Ko Kjungbjo mint egy hegyi szellem, amely vigyáz Sin Ujo-ra és I Dam-ra (7,10,11,13,14. epizód)[13]
- Csang Szunggju mint I Dam vakrandevú-partnere és Do Dzsedzsin idősebb iskolatársa. (6. epizód)[14]
- O Hjongjong mint Kim Hjongjong (6. epizód)[15]
- Kang Mina mint Cshö Dzsina (8. epizód)[16]
- Szon Szongdzsun mint Szo Joungdzsu, a Szokvan Egyetem ókori történelmi professzora[17]
- I Csunhjuk mint Pak Pogum professzor[18]
- O Jongdzse mint Do Dzsedzsin testvére[19]

## Gyártás
Ez az első koreai tévésorozat, amelyet az iQIYI készített. Ez Kína és Dél-Korea közös produkciója. I Hjeri és Csang Gijong korábban is játszottak a Schoolgirl Detectives-ben. Kang Hanna és Kim Do-van korábban együtt játszottak a 2020-as A koreai Szilícium-völgy című drámában.

## Nézettség
| Ep. | Az eredeti adás dátuma | Átlagos közönségarány (AGB Nielsen) | Átlagos közönségarány (AGB Nielsen) |
| Ep. | Az eredeti adás dátuma | Országos                            | Szöul                               |
| --- | ---------------------- | ----------------------------------- | ----------------------------------- |
| 1 | 2021. május 26         | 5.282% (1st)                        | 5.888% (1st)                        |
| 2 | 2021. május 27         | 4.279% (1st)                        | 4.838% (1st)                        |
| 3 | 2021. június 2         | 4.123% (2nd)                        | 4.769% (2nd)                        |
| 4 | 2021. június 3         | 4.354% (1st)                        | 4.670% (1st)                        |
| 5 | 2021. június 9         | 4.304% (1st)                        | 4.882% (1st)                        |
| 6 | 2021. június 10        | 3.688% (2nd)                        | 4.000% (2nd)                        |
| 7 | 2021. június 16        | 3.159% (2nd)                        | 3.564% (2nd)                        |
| 8 | 2021. június 17        | 4.238% (2nd)                        | 5.200% (2nd)                        |
| 9 | 2021. június 23        | 3.374% (1st)                        | 3.460% (1st)                        |
| 10 | 2021. június 24        | 3.772% (2nd)                        | 4.101% (2nd)                        |
| 11 | 2021. június 30        | 3.691% (1st)                        | 4.092% (1st)                        |
| 12 | 2021. július 1         | 3.476% (2nd)                        | 4.193% (2nd)                        |
| 13 | 2021. július 7         | 3.234% (2nd)                        | 3.932% (2nd)                        |
| 14 | 2021. július 8         | 3.549% (2nd)                        | 4.418% (2nd)                        |
| 15 | 2021. július 14        | 3.625% (2nd)                        | 4.321% (2nd)                        |
| 16 | 2021. július 15        | 3.982% (2nd)                        | 4.571% (2nd)                        |
| Átlag |                        |                                     |                                     |
| - A fenti táblázatban, a kék számok a legalacsonyabb minősítéseket képviselik és vörös számok képviselik a legmagasabb minősítéseket. - Ez a dráma egy kábelcsatornán/fizetős tévén látható, amely általában viszonylag kisebb közönséggel rendelkezik, mint az ingyenes adások/nyilvános műsorszolgáltatók (KBS, SBS, MBC és EBS). |                        |                                     |                                     |

## Fordítás
Ez a szócikk részben vagy egészben  a   My Roommate is a Gumiho című angol Wikipédia-szócikk ezen változatának fordításán alapul.  Az eredeti cikk szerkesztőit annak laptörténete sorolja fel. Ez a jelzés csupán a megfogalmazás eredetét és a szerzői jogokat jelzi, nem szolgál a cikkben szereplő információk forrásmegjelöléseként.